# Piégeage animal
Le piégeage est une forme de capture ou de prélèvement. Il se pratique à l'aide de dispositifs destinés à capturer ou tuer les animaux en l'absence du piégeur. Il vise la capture de l'animal pour la consommation, la domestication ou pour l'élimination d'espèces nuisibles. Chaque fois, le dispositif est adapté à la taille et au comportement de l'animal à piéger, donnant la grande variété décrite ci-après.

## Typologie des pièges

### Pièges destinés à attirer
- Appelant
  - Appelant canard
  - Appelant poule d'eau
  - Appelant vanneau...

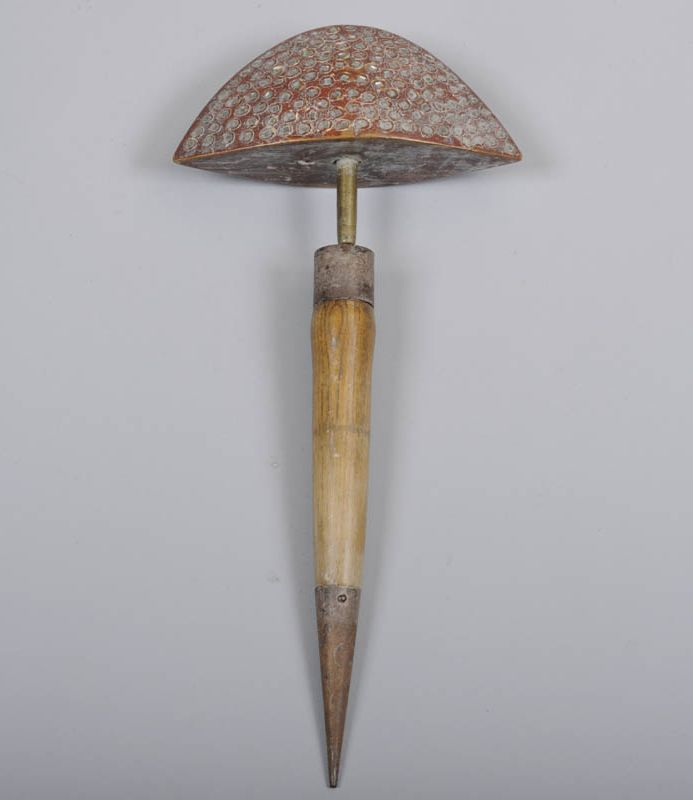
Miroir aux alouettes, collection des Musées départementaux de la Haute-Saône.

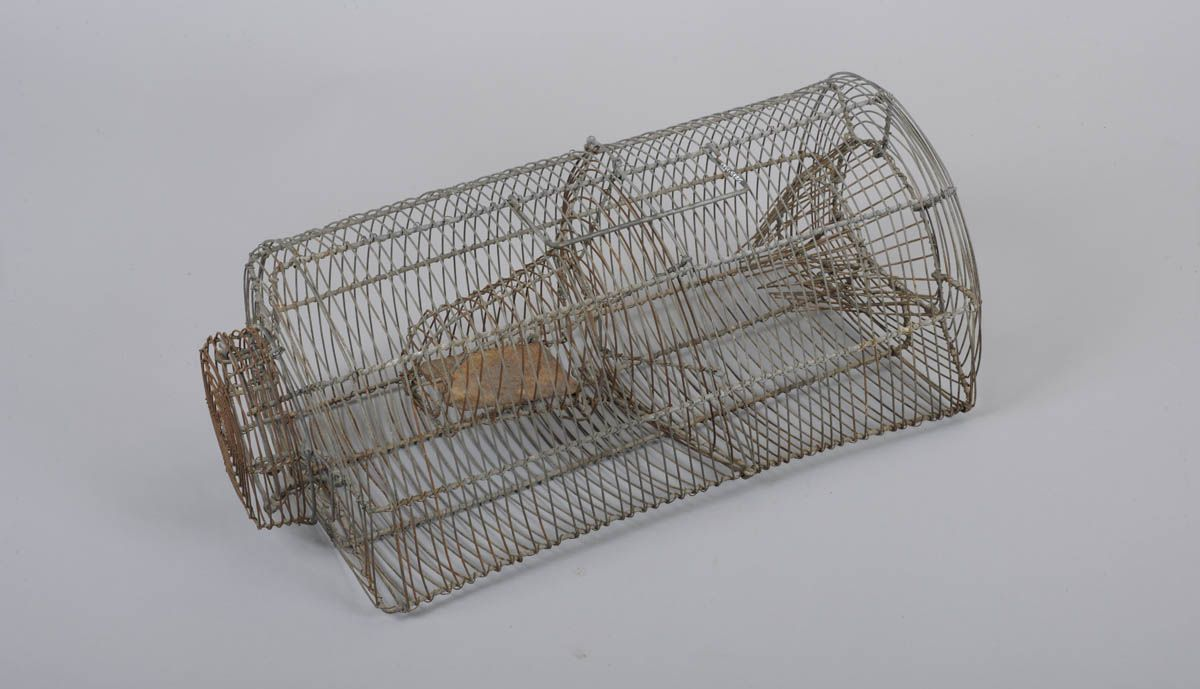
Nasse, collection des Musées départementaux de la Haute-Saône.

- Miroir aux alouettes : le miroir aux alouettes brille grâce aux miroirs qui sont sur sa partie mobile (en rotation via une ficelle qui permet de l'activer à distance). Cette lumière attire les oiseaux qui sont alors faciles à chasser au fusil.
- Nasse : l'animal peut entrer mais ne peut plus ressortir.

### Pièces destinés à capturer vivant

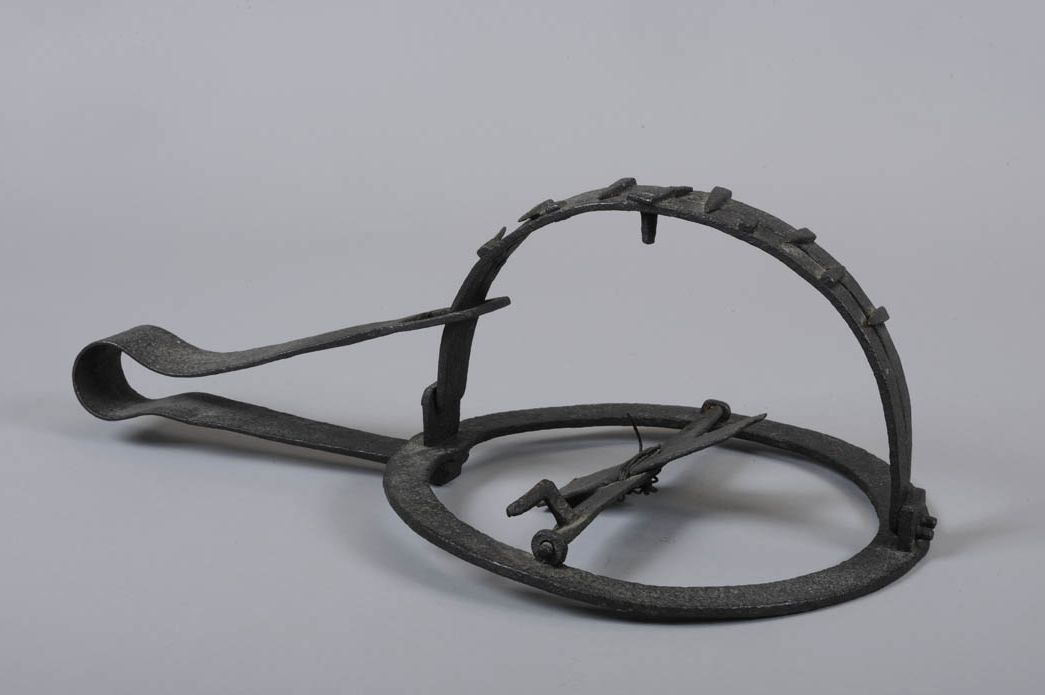
Piège à loup, collection des Musées départementaux de la Haute-Saône.

Ces pièges ne tuent pas à priori, mais peuvent blesser gravement et entraîner la mort.
- Bourse à lapin
- Cage de capture
- Filet
  - filet de pêche
  - Filet à papillons
- Pièges à boite
- Piège à mâchoires

### Pièges destinés à tuer
- Collet
- Grappin
- Piège assommoir : le plus souvent une grosse pierre maintenue en équilibre et qui tombe sur l'animal.

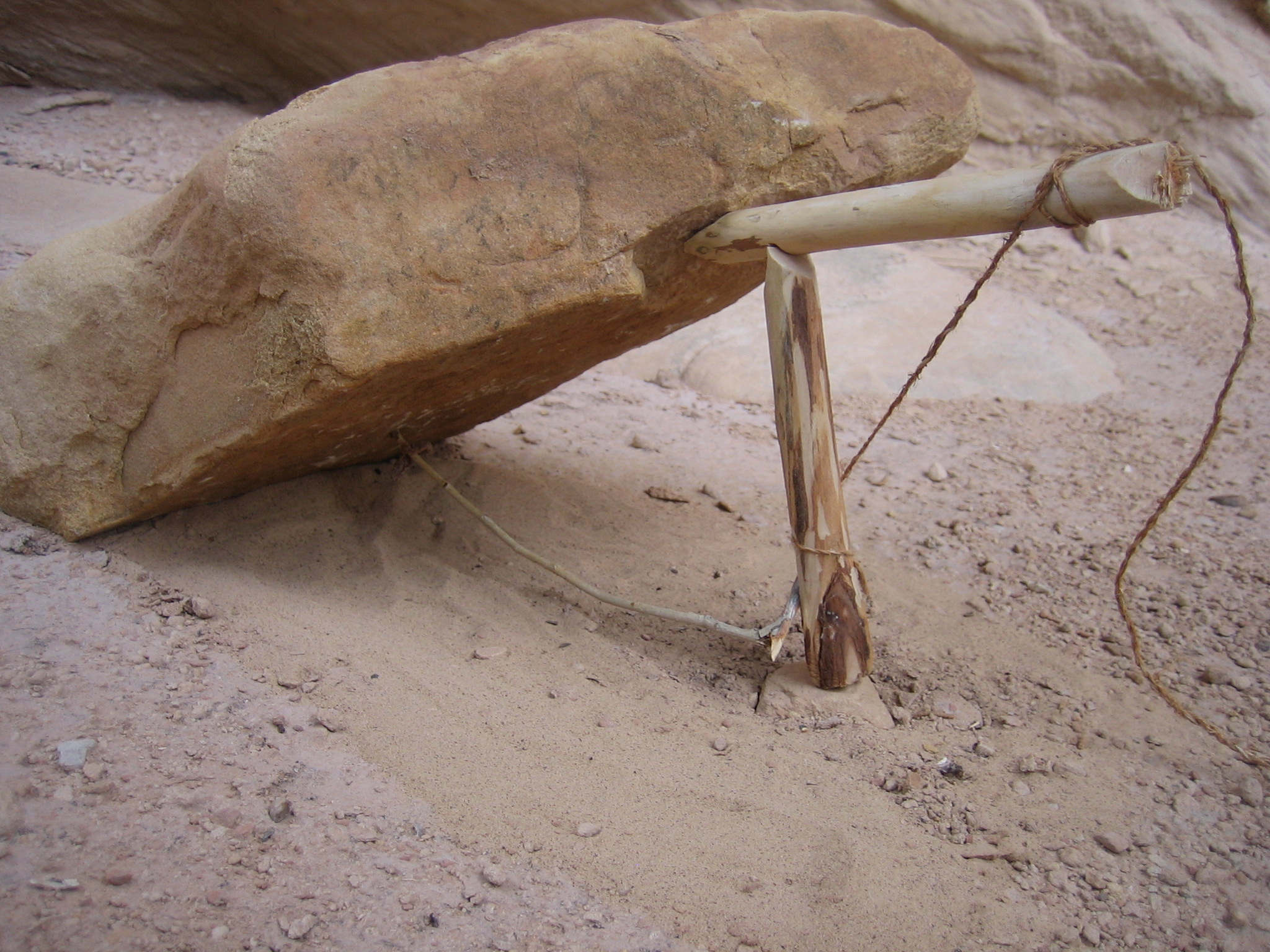
Piège assommoir.

## Autres pièges

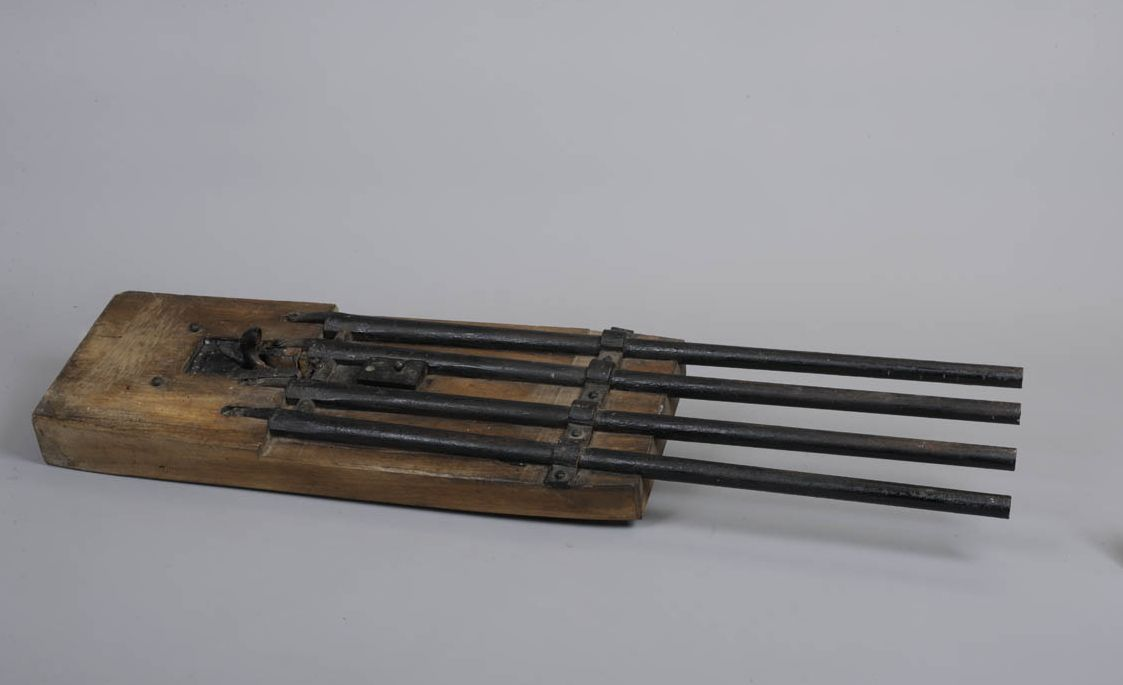
Piège fusil à déclenchement automatique, destiné à la chasse au loup (collection des Musées départementaux de la Haute-Saône).

### Piège assommoir

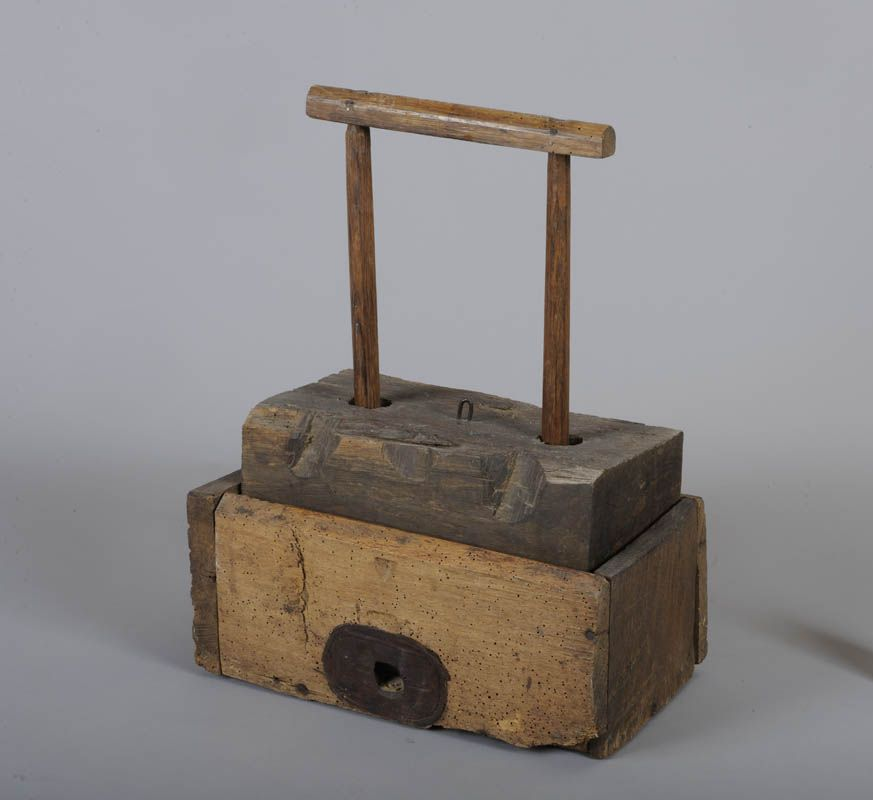
Piège assommoir, collection des Musées départementaux de la Haute-Saône

Ce piège assomme, voire tue l’animal par effet de la culbute d’un poids ; piège à martre, fouine, hermine, belette.

### Piège à colle

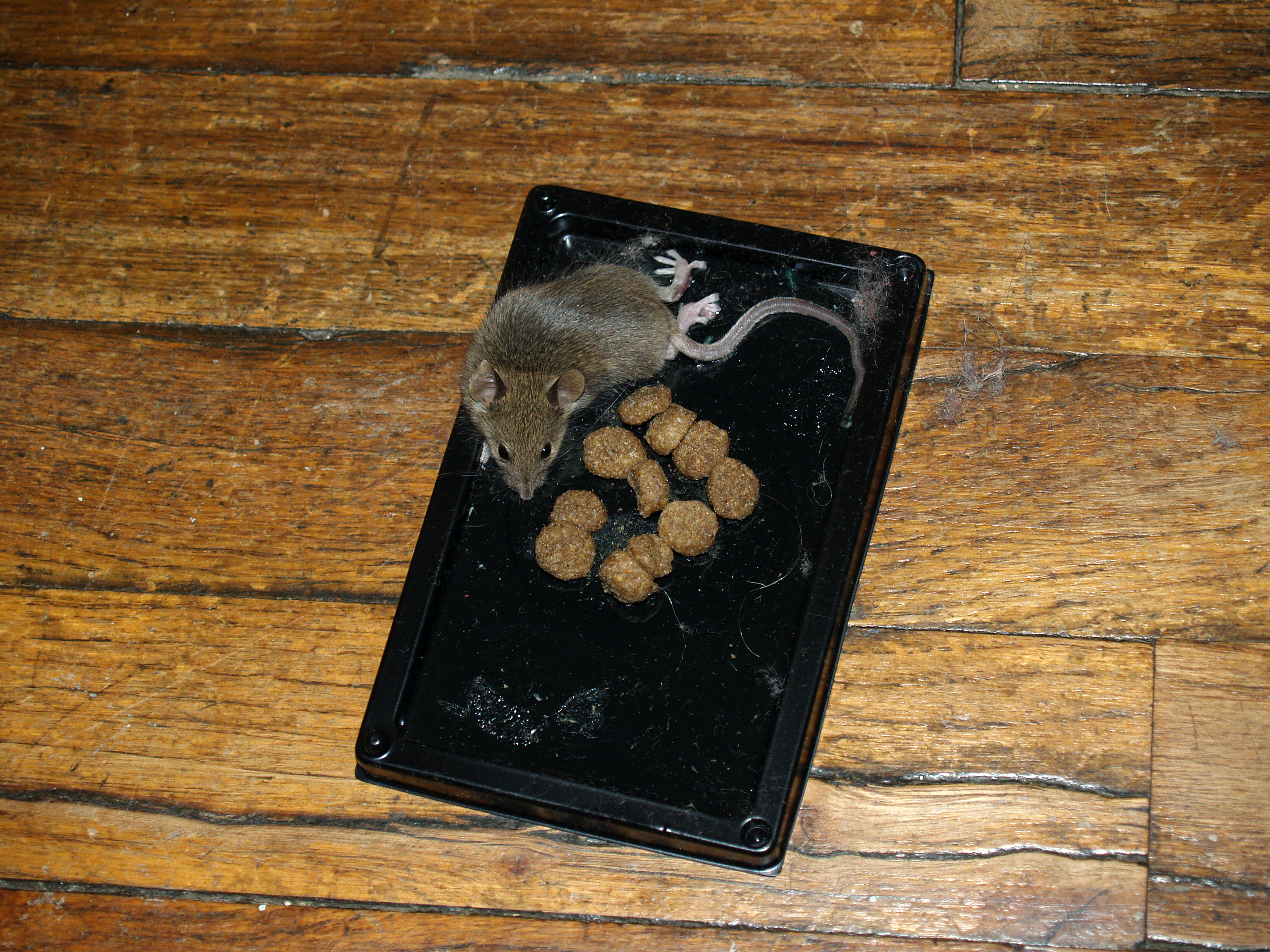
Piège à colle.

Les pièges à colle (également appelés pièges à glu, pièges adhésifs ou collants) sont fabriqués à l'aide d'un adhésif appliqué sur du carton ou un matériau similaire. Un appât est placé au centre ou un parfum peut être ajouté à l'adhésif. Ces pièges peuvent également être placés sur les chemins empruntés par les animaux.
Ce type de piège est utilisé principalement à l'intérieur des bâtiments contre les rongeurs. Il est aussi employé par certaines tribus pour la chasse ou pour des études de zoologie.
Les animaux domestiques capturés accidentellement dans des pièges à colle peuvent être libérés en appliquant avec précaution de l'huile alimentaire ou de l'huile de bébé aux zones de contact.
Divers groupes de défense des animaux, tels que les associations américaines Humane Society of the United States et In Defense of Animals (en), s'opposent à l'utilisation de pièges à colle en raison de leur cruauté envers les animaux.

### Piège à œuf

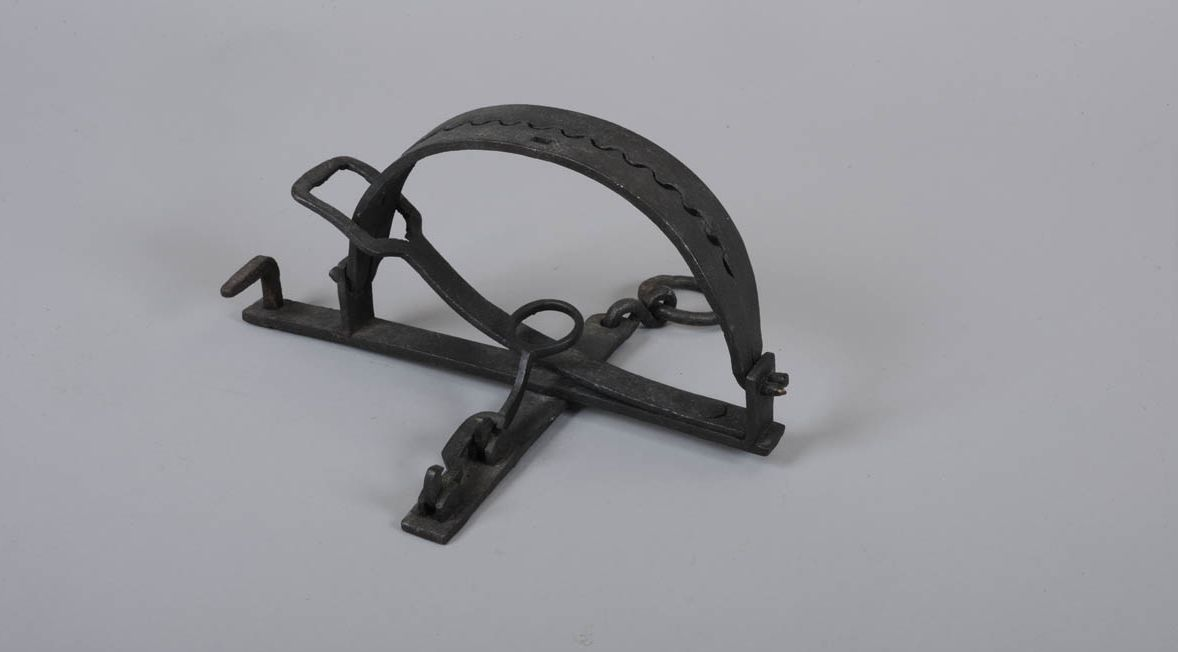
Piège à œuf, collection des Musées départementaux de la Haute-Saône

Le piège à œuf sert essentiellement à tuer les mustélidés comme la fouine, le putois, etc.

## Pièges par espèce

### Piège à insectes
- Piège à bourdon, piège à chenille processionnaire, piège à frelon, piège à guêpe, piège à mouche, ...

- Culture-piège
- Piège Malaise
- Piège Olipe
- Piège à phéromone

### Piège à loup

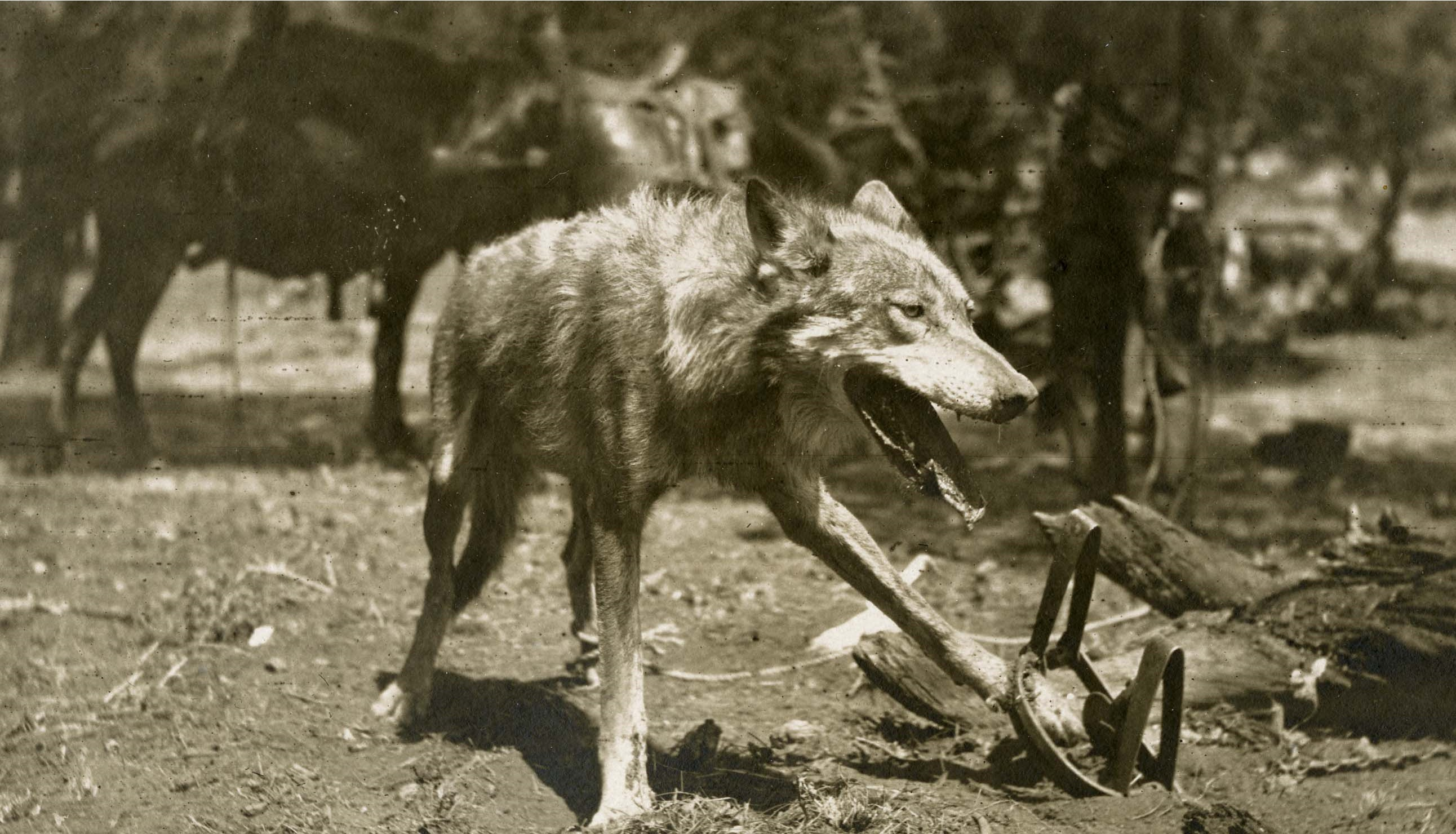
Piège à loup.

Ces pièges sont encore appelés louvières.

### Piège à oiseau

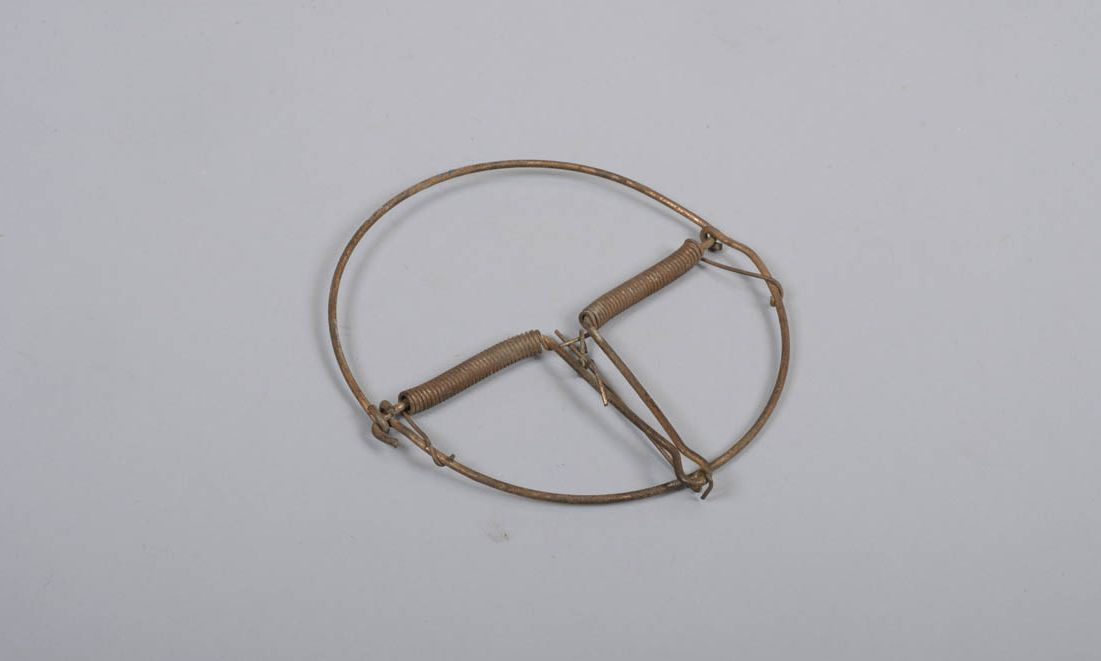
Piège à oiseau, probablement à moineau, collection des Musées départementaux de la Haute-Saône

### Piège à poisson
- Nasse

### Piège à rat

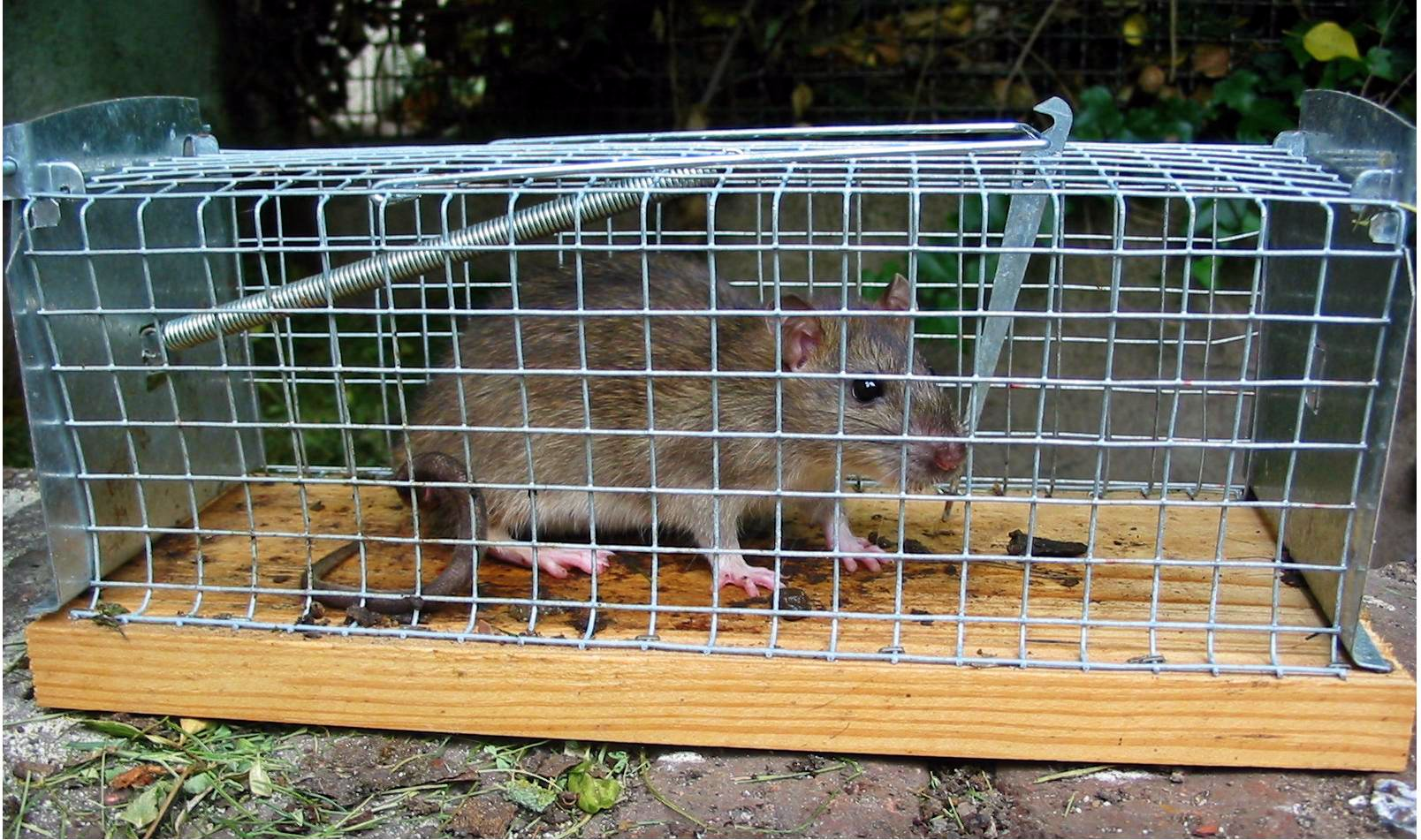
Rat vivant dans un piège.

On appelle encore ces pièges des ratières.

### Piège à taupe

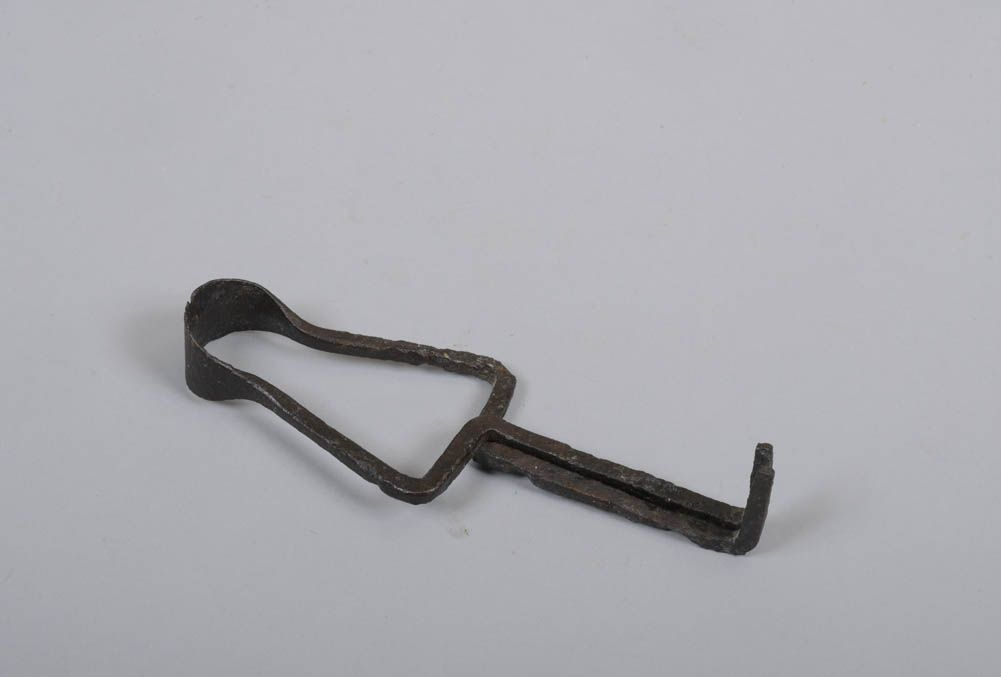
Piège à taupe, collection des Musées départementaux de la Haute-Saône.

### Piège à sanglier

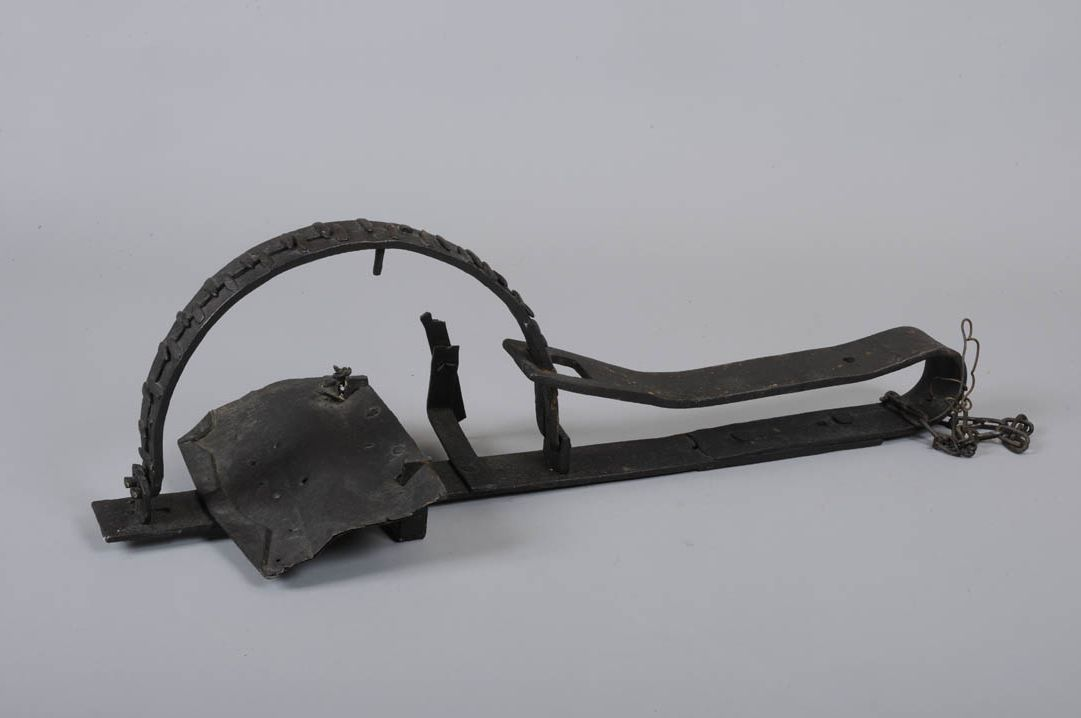
Piège à sanglier, collection des Musées départementaux de la Haute-Saône.

Le piège à sanglier se distingue essentiellement par sa taille.

### Piège à souris

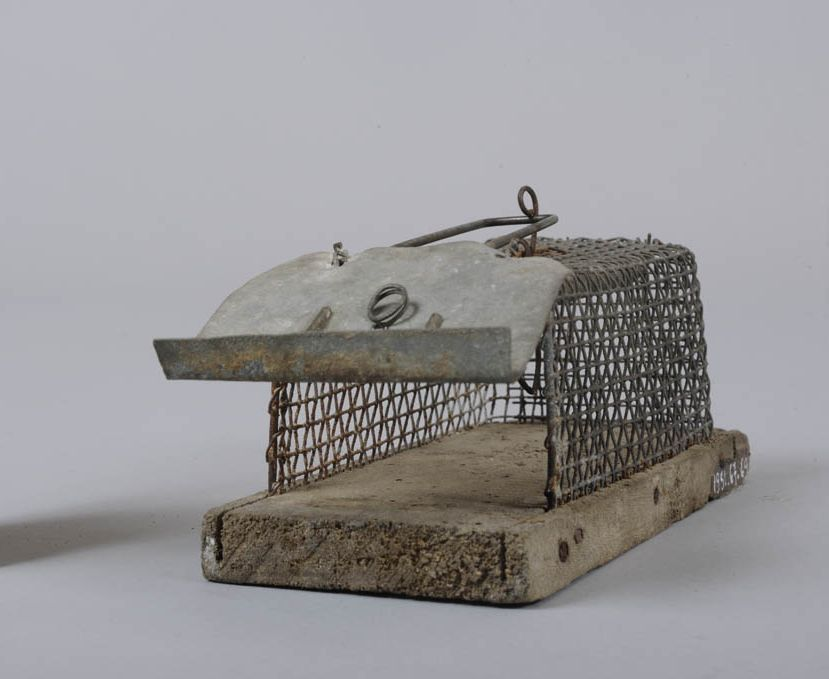
Souricière, collection des Musées départementaux de la Haute-Saône.

On appelle encore ces pièges des souricières.

### Anciens guides ou manuels de piégeage
- Ernest Bellecroix () La chasse pratique (avec notes nouvelles sur le piégeage de Joseph Levitre..), Librairie de Paris, Firmin-Didot et Cie. Imprimeurs-éditeurs, 56, rue Jacob Paris
- Chaigneau André (1935) - Moins de nuisibles plus de gibier 
(A Chaigneau était ex-professeur à l'école des gardes de cadarache, rédacteur au chasseur français, membre du St Hubert Club de France)
- Chaigneau André (1948) Capture des animaux à fourrures ; Édition de la maison rustique
- Chaigneau André ( ) Le piégeage moderne, Ed Saint-Hubert Club de France, 21, rue de Clichy paris
- Chaigneau André (1965) Manuel du piégeur, 5ème édition revisitée et mise à jour, avec 89 dessins de l'auteur, Ed Payot Paris.
- Chaigneau André (1976) Manuel du piégeur, 7ème édition, revue ; Ed Payot Paris .
- Cleyet-Merle Jean-Jacques, Cueillette chasse pêche, Guides ethnologiques 2, Paris, MNATP-RMN
- Dralet M (1880) L'Art du Taupier ou Méthode amusante et infaillible de prendre les taupes ; Ouvrage publié par ordre du gouvernement ; 17ème édition ; Librairie Audot, Lebroc et Cie.
- Guerrier jean-Marie (1930), Chasse-le piégeage des animaux de rapine ; Paris, Emile Nourry Ed. Librairie cynégétique, 62, rue des écoles.
- de Lesse André  (1920) Chasse élevage et piègeage. Avec 168 figures ; Encyclopédie agricole publiée par une réunion d'ingénieurs agronomes sous la direction de G Wery, Ed J.B Baillère et fils . Paris,
- Levître Joseph (1911). Alphabet du piégeage. Préface par E. Christophe. Paris, Lucien Laveur, Petit in-8° broché, couverture illustrée. 64 illustrations phototypiques dans le texte. Thiébaud, 592.
- Philippon A (1925) Le piégeage moderne, Ed : Saint-Hubert Club de France, 132 pages, 25 planches, préfacé par Guillaume Vasse.
- Syndicat des armuriers de l'Est (?) Sélection piégeage ; pour avoir du gibier, détruisez les nuisibles, Édité par le syndicat des armuriers de l'Est, avec la collaboration des fédérations de chasseurs